# Louis Philippe II xứ Orléans
Louis Philippe II xứ Orléans (Louis Philippe Joseph; 13 tháng 4 năm 1747 – 6 tháng 11 năm 1793) là một nhà quý tộc lớn của Vương quốc Pháp thuộc Vương tộc Orléans, một nhánh của Vương tộc Bourbon, và là người ủng hộ Cách mạng Pháp nhiệt thành. Ông là cha của Công tước Louis Philippe III, người tương lai trở thành vua của nước Pháp với vương hiệu Louis-Philippe I.
Ông sinh ra tại Château de Saint-Cloud, và được trao ngay tước hiệu Công tước xứ Montpensier khi mới lọt lòng. Năm 1752, sau cái chết của ông nội là Công tước Louis d'Orléans, ông đã được tập ấm tước vị Công tước xứ Chartres. Sau cái chết của cha là Louis Philippe I xứ Orléans vào năm 1785, ông được thừa kế tước vị Công tước xứ Orléans và cũng trở thành Premier prince du sang, là tước hiệu được gán cho Thân vương có huyết thống gần với nhà cai trị Vương quốc Pháp nhất, chỉ xếp sau sau Con trai và Cháu trai của nhà vua. Ông được gọi là Son Altesse Sérénissime (S.A.S.).
Năm 1792, trong cuộc Cách mạng Pháp, ông đổi tên thành Philippe Égalité. Louis Philippe d'Orléans là em họ của Vua Louis XVI và là một trong những người đàn ông giàu có nhất ở Pháp thời bấy giờ. Ông tích cực ủng hộ Cách mạng 1789, và là người ủng hộ mạnh mẽ việc xóa bỏ chế độ quân chủ chuyên chế của Pháp để chuyển sang chế độ quân chủ lập hiến. Ông đã bỏ phiếu ủng hộ hành quyết Vua Louis XVI vì tội phản quốc; tuy nhiên, chính ông cũng đã bị chém đầu vào tháng 11 năm 1793 trong thời kỳ Triều đại Khủng bố. Con trai của ông, Louis Philippe d'Orléans trở thành Vua của Pháp sau Cách mạng Tháng Bảy năm 1830. Sau ông, thuật ngữ Orléanist được gắn với phong trào ủng hộ chế độ quân chủ lập hiến ở Pháp.

## Cuộc sống đầu đời
Louis Philippe Joseph d'Orléans là con trai của Louis Philippe d'Orléans, Công tước xứ Chartres, và mẹ là Louise Henriette de Bourbon. Philippe là thành viên của Nhà Orléans, một nhánh của Hoàng gia Bourbon Pháp. Mẹ của ông đến từ Nhà Bourbon-Condé.
Philippe sinh ra tại Château de Saint-Cloud, một trong những dinh thự của Công tước xứ Orléans, cách Paris 5 km về phía Tây. Chị gái của ông, sinh năm 1745, mất khi mới 6 tháng tuổi. Em gái của ông, Bathilde d'Orléans, sinh năm 1750 và sống thọ đến 71 tuổi, bà là vợ của Louis Henri, Thân vương xứ Condé.

### Thừa kế
Tước hiệu đầu tiên của Philippe, được trao cho ông khi mới sinh, là Công tước xứ Montpensier. Sau khi ông nội của ông qua đời vào năm 1752, Philippe được thừa hưởng tước hiệu Công tước xứ Chartres. Sau khi cha qua đời vào năm 1785, Philippe trở thành Công tước xứ Orléans, người đứng đầu Nhà Orléans, một trong những gia đình quý tộc giàu có nhất ở Pháp đương thời. Sau khi cha qua đời, Philippe trở thành Premier Prince du Sang, thân vương có huyết thống gần nhất với hoàng gia, điều này đưa ông vào hàng ngũ kế vị ngai vàng ngay sau Bá tước d'Artois, em trai út của Vua Louis XVI.

## Đời tư

### Hôn nhân

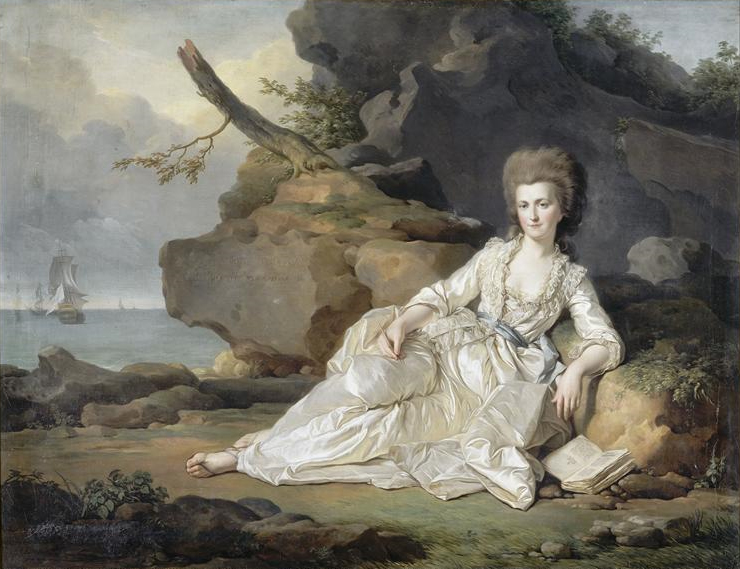
Louise Marie Adélaïde trong vai Công tước phu nhân xứ Chartres

Vào ngày 6 tháng 6 năm 1769, Louis Philippe kết hôn với Louise Marie Adélaïde de Bourbon tại nhà nguyện của Cung điện Versailles. Bà là con gái của em họ ông, Louis Jean Marie de Bourbon, Công tước xứ Penthièvre, một trong những người đàn ông giàu nhất nước Pháp. Vì chắc chắn rằng vợ ông sẽ trở thành người phụ nữ giàu nhất nước Pháp sau cái chết của cha bà, Louis Philippe đã có thể đóng một vai trò chính trị trong triều đình ngang bằng với ông cố của mình là Philippe II xứ Orléans, người đã từng là Nhiếp chính vương của Pháp trong thời kỳ Vua Louis XV còn nhỏ. Louise Marie Adélaïde đã mang đến cho Nhà Orléans vốn đã giàu có một khoản hồi môn đáng kể là 6 triệu livre, thu nhập hàng năm là 240.000 livre (sau này tăng lên 400.000 livre), cũng như đất đai, tước hiệu, nhà ở và đồ đạc. Không giống như chồng mình, Công tước phu nhân xứ Orléans không ủng hộ Cách mạng Pháp. Bà là một người Công giáo ngoan đạo ủng hộ việc duy trì chế độ quân chủ ở Pháp, cũng như tuân theo lệnh của Giáo hoàng Piô VI. Đây là nguyên nhân gây ra một trong những rạn nứt của cặp đôi, khi con trai đầu lòng của họ, "Vua của nước Pháp" tương lai, đi theo bước chân của cha mình và gia nhập phe Jacobin.

### Bê bối tình ái

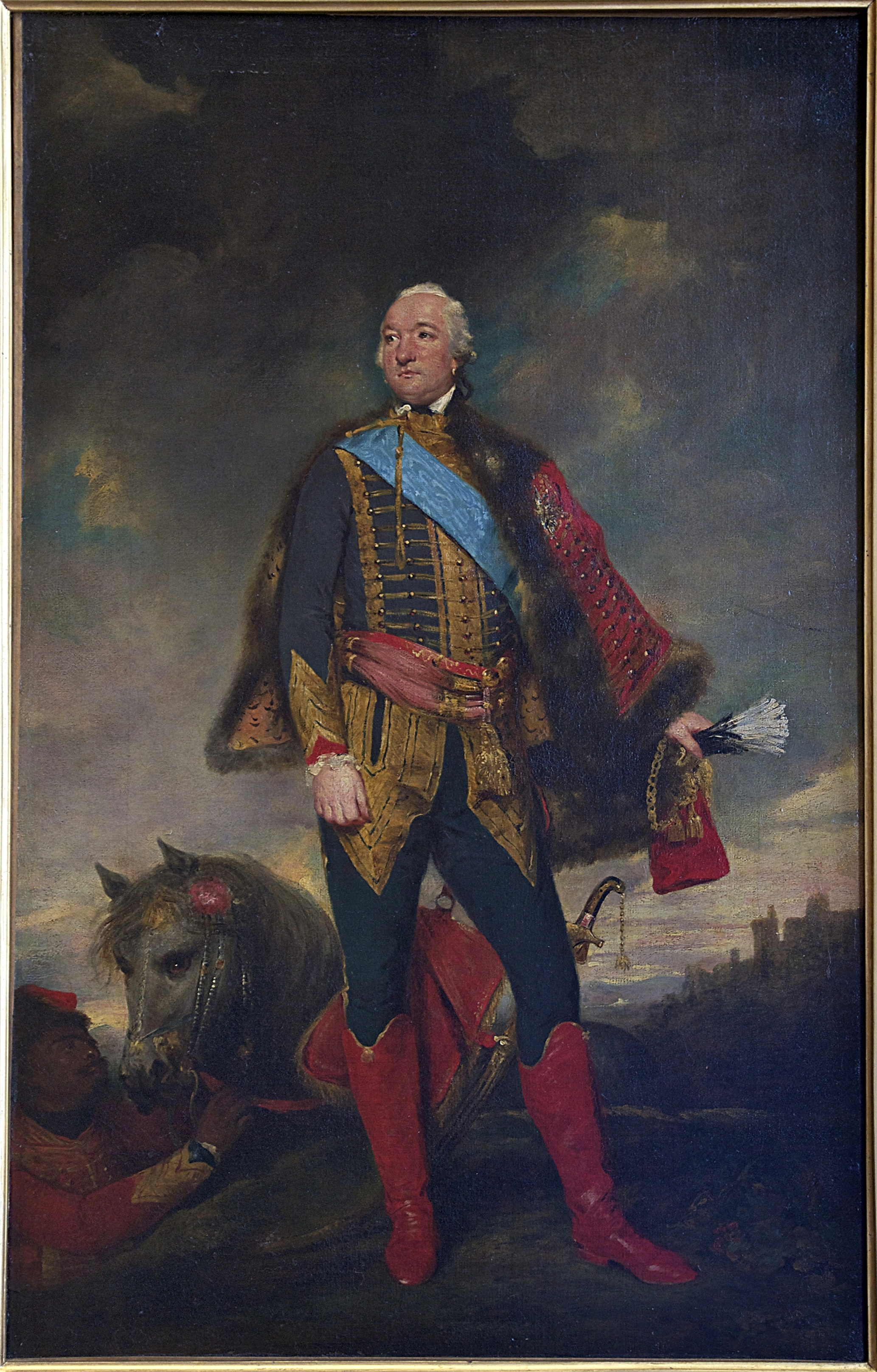
Louis Philippe d'Orléans, với tư cách là Công tước xứ Chartres, chân dung của Joshua Reynolds, k. 1779, Château de Chantilly

Trong vài tháng đầu sau khi kết hôn, cặp đôi này tỏ ra hết lòng vì nhau, nhưng Công tước lại trở về với cuộc sống phóng túng mà ông đã từng trải qua trước khi kết hôn. Công tước nổi tiếng là một kẻ lăng nhăng và giống như một số tổ tiên của mình, chẳng hạn như Louis XIV của Pháp và Philippe II xứ Orléans, ông có một số đứa con ngoài giá thú.
Vào mùa hè năm 1772, Công tước bắt đầu mối quan hệ bí mật với một trong những thị nữ của vợ mình là Stéphanie Félicité, Bá tước phu nhân de Genlis, cháu gái của Madame de Montesson, người vợ quý tiện kết hôn của cha Philippe. Lúc đầu nồng nhiệt, mối quan hệ nguội lạnh trong vòng vài tháng và đến mùa xuân năm 1773, mọi chuyện đã kết thúc. Sau khi mối tình lãng mạn kết thúc, Madame de Genlis vẫn phục vụ Marie-Adélaïde tại Palais-Royal, một người bạn đáng tin cậy của cả Công tước và Công tước phu nhân. Cả hai đều đánh giá cao trí thông minh của bà và vào tháng 7 năm 1779, bà trở thành gia sư của hai đứa con gái song sinh của công tước (sinh năm 1777). Một trong những người tình nổi tiếng nhất của ông là Grace Elliott.
Người ta cho rằng Lady Edward FitzGerald, tên khai sinh là Stephanie Caroline Anne Syms, còn được gọi là Pamela, là con gái ruột của Công tước và Bá tước phu nhân xứ Genlis. Ông công nhận một người con trai mà ông có với Marguerite Françoise de Buffon, Victor Leclerc de Buffon (6 tháng 9 năm 1792 – 20 tháng 4 năm 1812), được gọi là chevalier de Saint-Paul và chevalier d'Orléans.

## Sự nghiệp quân sự
ở Pháp thế kỷ XVIII, các hoàng thân thường được trao các chức vụ cao trong quân đội. Ngay từ khi còn nhỏ, Philippe d'Orléans đã thể hiện sự quan tâm của mình đến các vấn đề hải quân và ông đã được đào tạo trong 3 năm trong Hải quân Pháp.
Năm 1776, ông giữ cấp bậc Chef d'Escadre (phó đô đốc) và chỉ huy một trong ba sư đoàn của Escadre d'évolution, với lá cờ của mình trên chiếc Solitaire 64 khẩu đại bác.
Khi Chiến tranh Anh-Pháp nổ ra vào năm 1778, Orléans là Lieutenant général des Armées navales, phụ trách toàn bộ một đội tàu. Ông chỉ huy đội tàu tạo thành hậu phương của hạm đội Pháp dưới quyền Louis Guillouet, comte d'Orvilliers, với lá cờ của mình trên chiếc Saint-Esprit 80 khẩu đại bác. Trong Trận Ushant (1778), ngày 27 tháng 7 năm 1778, hạm đội Pháp đã chiến đấu theo thứ tự đảo ngược, đưa đội thuyền của Orléans lên tiên phong trong đội hình chiến đấu của Pháp. Trong trận chiến, phi đội của Orléans đã không khai thác được khoảng trống trong đội hình của Anh, để hậu quân của hạm đội Tử tước Keppel thoát được.
Orléans trở về Paris tuyên bố rằng trận chiến đã giành được chiến thắng vang dội và được chào đón như một người hùng. Khi những tuyên bố này bị vạch trần là cường điệu hóa, và trên thực tế trận chiến đã hòa, uy tín của Orléans đã phải chịu một đòn giáng không thể phục hồi. Ông rút khỏi hải quân và yêu cầu quân đội cho ông một vị trí, nhưng đã bị từ chối.

## Vai trò trong Cách mạng Pháp

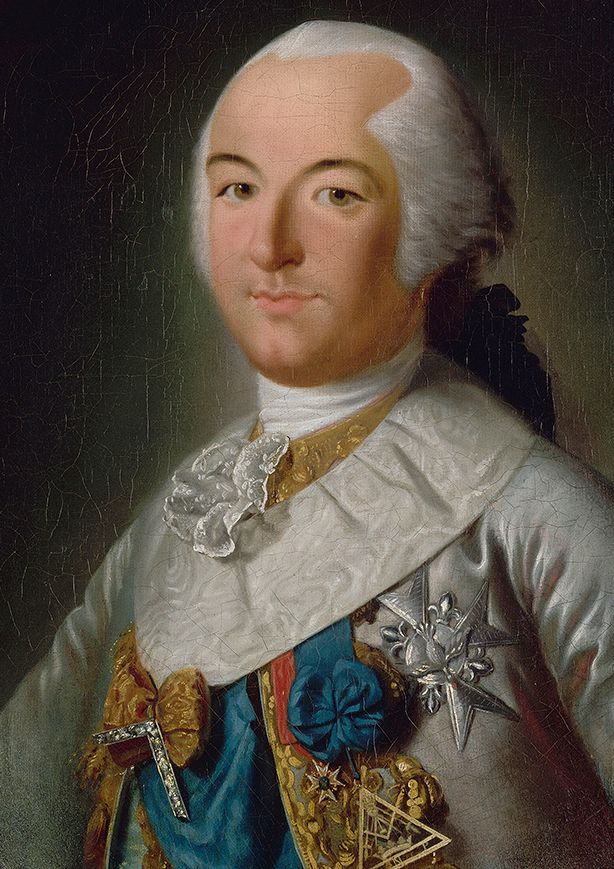
Louis Philippe d'Orléans với huy hiệu Grand Master của Grand Orient de France, cơ quan quản lý của Hội Tam Điểm Pháp.

### Tư tưởng tự do
Vào tháng 8 năm 1787, Công tước xứ Orléans và thư ký của ông là Charles-Louis Ducrest, anh trai của Madame de Genlis, đã đưa ra các đề xuất nhằm cải thiện tình hình tài chính của Pháp. Philippe d'Orléans đã trở thành thành viên của Hội những người bạn của Hiến pháp và tuân thủ chặt chẽ các nguyên tắc của Denis Diderot, Voltaire và Jean-Jacques Rousseau. Ông quan tâm đến việc tạo ra một hình thức chính phủ dân chủ và đạo đức hơn ở Pháp. Khi ông ngày càng quan tâm đến các ý tưởng của Rousseau, ông bắt đầu thúc đẩy các ý tưởng của Chủ nghĩa Khai sáng, chẳng hạn như sự tách biệt giữa nhà thờ và nhà nước và chế độ quân chủ hạn chế. Ông cũng ủng hộ và bỏ phiếu chống lại chế độ phong kiến và chế độ nô lệ.
Ngoài việc là một thành viên Jacobin, Philippe còn là Grand Master của Hội Tam Điểm Grand Orient de France, Hội Tam Điểm tuân lệnh mạnh nhất trong Hội Tam Điểm Lục địa trên toàn thế giới (hiện nay đối lập với Hội Tam Điểm "Chính quy" của Đại hội quán thống nhất của Anh và phần lớn các hội quán ở Hoa Kỳ), từ năm 1771 đến năm 1793, mặc dù ông không tham dự một cuộc họp nào cho đến năm 1777. Sau đó, ông đã tách mình khỏi Hội Tam Điểm trong một lá thư tháng 1 năm 1793, và Đại hội quán Orient đã cách chức ông vào ngày 13 tháng 12 năm 1793 (tuy nhiên, Philippe đã bị hành quyết vài tuần trước đó).
Philippe cũng là người rất ngưỡng mộ chế độ quân chủ lập hiến của Anh. Ông ủng hộ mạnh mẽ việc Pháp áp dụng chế độ quân chủ lập hiến thay vì chế độ quân chủ chuyên chế hiện diện ở Pháp vào thời điểm đó.

### Palais-Royal
Với tư cách là Công tước xứ Orléans mới, một trong nhiều điền trang mà Philippe thừa hưởng từ cha mình là Palais-Royal, được gọi là Palais-Égalité vào năm 1792, vì ông mở cửa cho tất cả người dân Pháp đến tham quan, không phân biệt địa vị và tầng lớp. Ông thuê lính gác Thụy Sĩ canh giữ và chỉ từ chối cho "những kẻ say rượu, phụ nữ ăn mặc hở hang quá mức và những người mặc quần áo rách rưới" vào. Ông xây dựng các cửa hàng và quán cà phê nơi mọi người có thể giao lưu, và chẳng mấy chốc nơi đây trở thành trung tâm của đời sống xã hội ở Paris. Vì cảnh sát Paris không có thẩm quyền vào tài sản riêng của Công tước, nên nơi đây trở thành trung tâm của các hoạt động bất hợp pháp, chẳng hạn như buôn bán hàng hóa bị đánh cắp, các giao dịch đáng ngờ và sự lan truyền của các ý tưởng cách mạng. Trên thực tế, đây là nơi thường xuyên để những người Jacobin gặp gỡ và thảo luận về các kế hoạch và ý tưởng của họ. Nhiều thành viên của Quốc hội tuyên bố rằng Palais-Royal là "nơi khai sinh của Cách mạng". Mục tiêu của Philippe là tạo ra một nơi mà mọi người có thể gặp gỡ, mà ông cho rằng là một phần quan trọng của nền dân chủ và là "nhu cầu vật chất cho đời sống dân sự".
Trong những tháng dẫn đến sự bùng nổ của bạo lực cách mạng vào tháng 7 năm 1789, Philippe d'Orléans đã thực hiện một số hành động cá nhân có tác dụng nâng cao vị thế cá nhân của ông trong dân chúng nói chung. Những hành động này bao gồm việc ông xác nhận một tập sách nhỏ phác thảo quy trình cần tuân theo khi thành lập các hội đồng địa phương, việc bán tác phẩm nghệ thuật để gây quỹ cứu trợ người nghèo và một sự cố trong cuộc Bạo động Réveillon khi ông rải tiền xu giữa đám đông đang reo hò.

### Lãnh đạo Estates-General
Philippe d'Orléans được bầu vào Hội nghị ba đẳng cấp 1789 theo ba khu vực: của giới quý tộc Paris, Villers-Cotterêts và Crépy-en-Valois. Là một quý tộc trong Đẳng cấp thứ hai, ông là người đứng đầu nhóm thiểu số tự do dưới sự lãnh đạo của Adrien Duport. Mặc dù là thành viên của Đẳng cấp thứ hai, ông cảm thấy có mối liên hệ chặt chẽ với Đẳng cấp thứ ba, vì họ chiếm đa số thành viên trong Hội đồng 3 đẳng cấp, nhưng lại là nhóm ít được đại diện nhất. Khi Đẳng cấp thứ ba quyết định Lời tuyên thệ Jeu de Paume và tách khỏi Hội đồng các đẳng cấp để thành lập Quốc hội, Philippe là một trong những người đầu tiên tham gia cùng họ và là một nhân vật rất quan trọng trong việc thống nhất giới quý tộc và Đẳng cấp thứ ba. Trên thực tế, ông đã lãnh đạo nhóm thiểu số gồm 47 quý tộc của mình ly khai khỏi đẳng cấp của họ và tham gia Quốc hội.

### Diễu hành của phụ nữ ở Versailles và cuộc lưu đày
Một trong những lời buộc tội chính đối với Philippe d'Orléans là việc khởi xướng Cuộc diễu hành của phụ nữ tại Versailles vào ngày 5 tháng 10 năm 1789, mà mọi người tin rằng được thực hiện để lật đổ Nhà vua và giành được sự ủng hộ của người dân. Ông bị buộc tội tài trợ cho các cuộc bạo loạn, cũng như gọi những kẻ bạo loạn là "bạn" của mình, những người hô vang: "Vive Orléans" hoặc "Vạn tuế cha chúng ta, vạn tuế Vua d'Orléans!" Tòa án tối cao của Grand Châtelet cũng cáo buộc ông hành động như một đồng phạm với Honoré Gabriel Riqueti, bá tước de Mirabeau, trong nỗ lực ám sát Vua Louis XVI và vợ ông là Vương hậu Marie Antoinette, trong thời gian này. Sáng sớm ngày 6 tháng 10, một nhóm người biểu tình đã vào cung điện qua một cánh cổng không có người canh gác, tìm kiếm phòng ngủ của vương hậu, họ nhanh chóng bị nhiều người khác đuổi theo và cuộc chiến với lính canh hoàng gia bùng nổ trong các hành lang và bên ngoài nơi ở của vương hậu. Marie Antoinette và các hầu cận của bà đã thoát được đến phòng ngủ của nhà vua trước những kẻ xâm nhập hung bạo; vương hậu nghi ngờ rằng d'Orléans đã sắp xếp vụ tấn công nhằm vào bà. Con gái của Marie Antoinette là Vương nữ Marie-Thérèse sau đó cũng có cùng nghi ngờ khi viết rằng, "phương án chính là ám sát mẹ tôi".
Hầu tước de Lafayette, người rất có ảnh hưởng ở Pháp vào thời điểm đó và được cho là "bạn" của d'Orléans, đã gợi ý cho ông đến Vương quốc Anh với lời hứa rằng ông có thể trở thành nguyên thủ quốc gia của Brabant. Tuy nhiên, có khả năng là Lafayette coi d'Orléans là mối đe dọa đối với quyền kiểm soát chính trị cách mạng của mình và ông có ý định đưa Philippe ra khỏi đất nước.
Lúc đầu, thật khó để thuyết phục d'Orléans rời khỏi Pháp trong thời điểm khó khăn này, nhưng sau áp lực và sự dụ dỗ mạnh mẽ từ Lafayette, cuối cùng ông đã rời đi. Trong suốt những tuần lưu vong, ông đã viết một số lá thư bày tỏ mong muốn mãnh liệt được trở về Pháp. Sau nhiều tháng ở Anh, ông trở về Pháp để tham dự Fête de la Fédération; nhưng ông không bao giờ lấy lại được ảnh hưởng như năm 1789 trước khi ông rời đi. Những người không ủng hộ ông, cũng như những người ở nước ngoài, đã gọi ông là kẻ hèn nhát vì đã chạy trốn sang Anh do những lời buộc tội chống lại ông, gọi đó là thời kỳ "lưu vong". Tuy nhiên, ông vẫn có thể giữ được vị trí của mình trong Quốc hội cho đến khi nó giải tán vào ngày 30 tháng 9 năm 1791.

### Citoyen Égalité
Do hệ tư tưởng tự do tách biệt Philippe d'Orléans khỏi phần còn lại của gia đình hoàng gia, ông luôn cảm thấy không thoải mái với tên của mình. Ông cảm thấy rằng hàm ý chính trị gắn liền với tên của mình không phù hợp với triết lý dân chủ và Khai sáng của ông, do đó ông đã yêu cầu Công xã Paris cho phép đổi tên, và được chấp thuận. Ngay sau vụ thảm sát tháng 9 năm 1792, ông đã đổi họ của mình thành Égalité, (có nghĩa là "bình đẳng"). Là một trong ba từ trong khẩu hiệu của Cách mạng Pháp (Liberté, Égalité, Fraternité), ông cảm thấy rằng cái tên này đại diện tốt hơn cho ông như một biểu tượng của người dân Pháp và những gì họ đang đấu tranh.
Égalité cũng cho rằng họ mới của mình là do danh tiếng về lòng hào phóng mà ông có được trong lòng người dân Pháp, đặc biệt là người nghèo. Ông nổi tiếng vì phân phát thực phẩm và tiền cho người nghèo, cũng như cung cấp nơi trú ẩn cho người vô gia cư trong mùa đông khắc nghiệt năm 1788–1789.

### Mối quan hệ với Vua Louis XVI
Mặc dù là họ hàng của Vua Louis XVI, Philippe d'Orléans chưa bao giờ duy trì mối quan hệ tích cực với anh họ của mình. Sau khi thừa kế tước hiệu Công tước xứ Orléans, Philippe cũng trở thành Premier Prince du sang - nhân vật quan trọng nhất của vương quốc sau gia đình trực hệ của nhà vua. Do đó, ông sẽ là người tiếp theo lên ngôi nếu dòng dõi Bourbon tuyệt tự. Vì lý do này, nhiều người cho rằng mục tiêu của Philippe là chiếm lấy ngai vàng của anh họ mình. Philippe và vợ của Nhà vua là vương hậu Marie Antoinette cũng ghét nhau. Marie Antoinette ghét ông vì những gì bà coi là sự phản bội, đạo đức giả và ích kỷ, và ngược lại, ông khinh thường bà vì lối sống phù phiếm và phung phí của bà. Việc Nhà vua miễn cưỡng trao cho Philippe một vị trí trong quân đội sau kết quả hòa tại Trận Ushant (1778) được cho là một lý do khác khiến Philippe bất mãn với Nhà vua.
Một trong những sự kiện đáng kinh ngạc nhất xảy ra khi Philippe bỏ phiếu ủng hộ việc hành quyết Louis XVI. Ông đã nhất trí với những người bạn thân rằng ông sẽ bỏ phiếu chống lại việc hành quyết, nhưng khi bị bao quanh bởi những người Montagnards, một phe phái cấp tiến trong Công ước Quốc gia, ông đã thay đổi lời nói của mình, khiến nhiều người ngạc nhiên. Cần phải có đa số (75 phiếu) để buộc tội Nhà vua, và số phiếu áp đảo là 394 đã được thu thập để ủng hộ việc xử tử nhà vua. Nhà vua đặc biệt bị sốc trước tin tức này, ông tuyên bố:
"Tôi thực sự đau lòng khi thấy Monsieur d'Orléans, người họ hàng của tôi, đã bỏ phiếu cho việc xử tử tôi".

## Cái chết

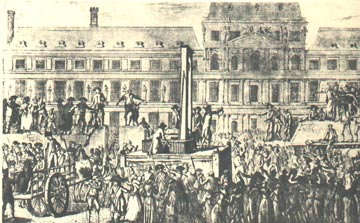
Hình ảnh xử tử bừng máy chém.

Vào ngày 1 tháng 4 năm 1793, một sắc lệnh đã được bỏ phiếu thông qua trong Hội nghị Quốc gia, bao gồm cả phiếu của Égalité, lên án bất kỳ ai có "giả định mạnh mẽ về sự đồng lõa với kẻ thù của Tự do". Vào thời điểm đó, con trai của Égalité là Louis Philippe, một vị tướng trong Quân đội Cách mạng Pháp, đã tham gia cùng Tướng Charles François Dumouriez trong một âm mưu đến thăm người Áo, những kẻ thù của Pháp. Mặc dù không có bằng chứng nào kết tội Égalité về tội phản quốc, nhưng mối quan hệ đơn giản mà con trai ông có với Dumouriez, một kẻ phản bội trong mắt Hội nghị, đã đủ để khiến ông và Louis Charles, Bá tước xứ Beaujolais bị bắt vào ngày 4 tháng 4 năm 1793, và các thành viên khác của gia đình Bourbon vẫn ở Pháp vào những ngày sau đó. Ông đã bị giam giữ nhiều tháng tại Pháo đài Saint-Jean ở Marseille cho đến khi bị đưa trở lại Paris. Vào ngày 2 tháng 11 năm 1793, ông bị giam giữ tại Conciergerie. Bị Tòa án Cách mạng xét xử vào ngày 6 tháng 11, ông bị kết án tử hình, và bị chém đầu vào cùng ngày.

## Hậu duệ
Công tước và Công tước phu nhân xứ Orléans có 6 người con được pháp luật công nhận:
- Một người con gái (mất khi mới sinh, ngày 10 tháng 10 năm 1771);
- Louis Philippe I, Vua của người Pháp (6 tháng 10 năm 1773 – 26 tháng 8 năm 1850), Vua của người Pháp (1830–1848);
- Louis Antoine Philippe d'Orléans (3 tháng 7 năm 1775 – 18 tháng 5 năm 1807), mất khi lưu vong ở Salt Hill, sau đó ở Buckinghamshire, Anh;
- Françoise d'Orléans Mademoiselle d'Orléans (chị em sinh đôi của Adélaïde) (1777–1782);
- Louise Marie Adélaïde Eugénie d'Orléans; (23 tháng 8 năm 1777 – 31 tháng 12 năm 1847);
- Louis Charles d'Orléans (17 tháng 10 năm 1779 – 30 tháng 5 năm 1808), mất khi lưu vong ở Malta.

## Tổ tiên
| \| \| \| \| \| \| \| \| \| \| \| 8. Philippe II xứ Orléans \| \| \| \| \| \| \| \| \| \| \| \| \| \| \| \| \| \| \| \| \| \| \| \| \| \| \| \| \| \| \| \| \| \| \| \| \| \| \| \| \| \| \| \| \| \| \| \| \| \| \| 4. Louis IV xứ Orléans \| \| \| \| \| \| \| \| \| \| \| \| \| \| \| \| \| \| \| \| \| \| \| \| \| \| \| \| \| \| \| \| \| \| \| \| \| \| \| \| \| \| \| \| \| \| \| \| \| \| \| \| \| \| \| \| \| \| \| \| 9. Françoise Marie de Bourbon \| \| \| \| \| \| \| \| \| \| \| \| \| \| \| \| \| \| \| \| \| \| \| \| \| \| \| \| \| \| \| \| \| \| \| \| \| \| \| \| \| \| \| \| \| \| \| \| \| \| \| \| \| \| \| \| \| \| \| \| 2. Louis Philippe I xứ Orléans \| \| \| \| \| \| \| \| \| \| \| \| \| \| \| \| \| \| \| \| \| \| \| \| \| \| \| \| \| \| \| \| \| \| \| \| \| \| \| \| \| \| \| \| \| \| \| \| \| \| \| \| \| \| \| \| \| \| \| \| 10. Ludwig Wilhelm xứ Baden-Baden \| \| \| \| \| \| \| \| \| \| \| \| \| \| \| \| \| \| \| \| \| \| \| \| \| \| \| \| \| \| \| \| \| \| \| \| \| \| \| \| \| \| \| \| \| \| \| \| \| \| \| \| \| \| \| \| \| \| \| \| 5. Auguste xứ Baden-Baden \| \| \| \| \| \| \| \| \| \| \| \| \| \| \| \| \| \| \| \| \| \| \| \| \| \| \| \| \| \| \| \| \| \| \| \| \| \| \| \| \| \| \| \| \| \| \| \| \| \| \| \| \| \| \| \| \| \| \| \| 11. Sibylle xứ Sachsen-Lauenburg \| \| \| \| \| \| \| \| \| \| \| \| \| \| \| \| \| \| \| \| \| \| \| \| \| \| \| \| \| \| \| \| \| \| \| \| \| \| \| \| \| \| \| \| \| \| \| \| \| \| \| \| \| \| \| \| \| \| \| \| 1. Louis Philippe II, Công tước xứ Orléans \| \| \| \| \| \| \| \| \| \| \| \| \| \| \| \| \| \| \| \| \| \| \| \| \| \| \| \| \| \| \| \| \| \| \| \| \| \| \| \| \| \| \| \| \| \| \| \| \| \| \| \| \| \| \| \| \| \| \| \| 12. François Louis, Thân vương xứ Conti \| \| \| \| \| \| \| \| \| \| \| \| \| \| \| \| \| \| \| \| \| \| \| \| \| \| \| \| \| \| \| \| \| \| \| \| \| \| \| \| \| \| \| \| \| \| \| \| \| \| \| \| \| \| \| \| \| \| \| \| 6. Louis Armand II, Thân vương xứ Conti \| \| \| \| \| \| \| \| \| \| \| \| \| \| \| \| \| \| \| \| \| \| \| \| \| \| \| \| \| \| \| \| \| \| \| \| \| \| \| \| \| \| \| \| \| \| \| \| \| \| \| \| \| \| \| \| \| \| \| \| 13. Marie Thérèse de Bourbon \| \| \| \| \| \| \| \| \| \| \| \| \| \| \| \| \| \| \| \| \| \| \| \| \| \| \| \| \| \| \| \| \| \| \| \| \| \| \| \| \| \| \| \| \| \| \| \| \| \| \| \| \| \| \| \| \| \| \| \| 3. Louise Henriette de Bourbon \| \| \| \| \| \| \| \| \| \| \| \| \| \| \| \| \| \| \| \| \| \| \| \| \| \| \| \| \| \| \| \| \| \| \| \| \| \| \| \| \| \| \| \| \| \| \| \| \| \| \| \| \| \| \| \| \| \| \| \| 14. Louis III, Thân vương xứ Condé \| \| \| \| \| \| \| \| \| \| \| \| \| \| \| \| \| \| \| \| \| \| \| \| \| \| \| \| \| \| \| \| \| \| \| \| \| \| \| \| \| \| \| \| \| \| \| \| \| \| \| \| \| \| \| \| \| \| \| \| 7. Louise Élisabeth de Bourbon \| \| \| \| \| \| \| \| \| \| \| \| \| \| \| \| \| \| \| \| \| \| \| \| \| \| \| \| \| \| \| \| \| \| \| \| \| \| \| \| \| \| \| \| \| \| \| \| \| \| \| \| \| \| \| \| \| \| \| \| 15. Louise Françoise de Bourbon \| \| \| \| \| \| \| \| \| \| \| \| \| \| \| \| \| \| \| \| \| \| \| \| \| \| \| \| \| \| \| \| \| \| \| \| \| \| \| \| \| \| \| |                                            |  |  |  |  |  |  |  |  |                           |  |  |  |
| |                                            |  |  |  |  |  |  |  |  | 8. Philippe II xứ Orléans |  |  |  |
| |                                            |  |  |  |  |  |  |  |  |                           |  |  |  |
| |                                            |  |  |  |  |  |  |  |  |                           |  |  |  |
| |                                            |  |  |  |  |  |  |  |  |                           |  |  |  |
| | 4. Louis IV xứ Orléans                     |  |  |  |  |  |  |  |  |                           |  |  |  |
| |                                            |  |  |  |  |  |  |  |  |                           |  |  |  |
| |                                            |  |  |  |  |  |  |  |  |                           |  |  |  |
| |                                            |  |  |  |  |  |  |  |  |                           |  |  |  |
| | 9. Françoise Marie de Bourbon              |  |  |  |  |  |  |  |  |                           |  |  |  |
| |                                            |  |  |  |  |  |  |  |  |                           |  |  |  |
| |                                            |  |  |  |  |  |  |  |  |                           |  |  |  |
| |                                            |  |  |  |  |  |  |  |  |                           |  |  |  |
| | 2. Louis Philippe I xứ Orléans             |  |  |  |  |  |  |  |  |                           |  |  |  |
| |                                            |  |  |  |  |  |  |  |  |                           |  |  |  |
| |                                            |  |  |  |  |  |  |  |  |                           |  |  |  |
| |                                            |  |  |  |  |  |  |  |  |                           |  |  |  |
| | 10. Ludwig Wilhelm xứ Baden-Baden          |  |  |  |  |  |  |  |  |                           |  |  |  |
| |                                            |  |  |  |  |  |  |  |  |                           |  |  |  |
| |                                            |  |  |  |  |  |  |  |  |                           |  |  |  |
| |                                            |  |  |  |  |  |  |  |  |                           |  |  |  |
| | 5. Auguste xứ Baden-Baden                  |  |  |  |  |  |  |  |  |                           |  |  |  |
| |                                            |  |  |  |  |  |  |  |  |                           |  |  |  |
| |                                            |  |  |  |  |  |  |  |  |                           |  |  |  |
| |                                            |  |  |  |  |  |  |  |  |                           |  |  |  |
| | 11. Sibylle xứ Sachsen-Lauenburg           |  |  |  |  |  |  |  |  |                           |  |  |  |
| |                                            |  |  |  |  |  |  |  |  |                           |  |  |  |
| |                                            |  |  |  |  |  |  |  |  |                           |  |  |  |
| |                                            |  |  |  |  |  |  |  |  |                           |  |  |  |
| | 1. Louis Philippe II, Công tước xứ Orléans |  |  |  |  |  |  |  |  |                           |  |  |  |
| |                                            |  |  |  |  |  |  |  |  |                           |  |  |  |
| |                                            |  |  |  |  |  |  |  |  |                           |  |  |  |
| |                                            |  |  |  |  |  |  |  |  |                           |  |  |  |
| | 12. François Louis, Thân vương xứ Conti    |  |  |  |  |  |  |  |  |                           |  |  |  |
| |                                            |  |  |  |  |  |  |  |  |                           |  |  |  |
| |                                            |  |  |  |  |  |  |  |  |                           |  |  |  |
| |                                            |  |  |  |  |  |  |  |  |                           |  |  |  |
| | 6. Louis Armand II, Thân vương xứ Conti    |  |  |  |  |  |  |  |  |                           |  |  |  |
| |                                            |  |  |  |  |  |  |  |  |                           |  |  |  |
| |                                            |  |  |  |  |  |  |  |  |                           |  |  |  |
| |                                            |  |  |  |  |  |  |  |  |                           |  |  |  |
| | 13. Marie Thérèse de Bourbon               |  |  |  |  |  |  |  |  |                           |  |  |  |
| |                                            |  |  |  |  |  |  |  |  |                           |  |  |  |
| |                                            |  |  |  |  |  |  |  |  |                           |  |  |  |
| |                                            |  |  |  |  |  |  |  |  |                           |  |  |  |
| | 3. Louise Henriette de Bourbon             |  |  |  |  |  |  |  |  |                           |  |  |  |
| |                                            |  |  |  |  |  |  |  |  |                           |  |  |  |
| |                                            |  |  |  |  |  |  |  |  |                           |  |  |  |
| |                                            |  |  |  |  |  |  |  |  |                           |  |  |  |
| | 14. Louis III, Thân vương xứ Condé         |  |  |  |  |  |  |  |  |                           |  |  |  |
| |                                            |  |  |  |  |  |  |  |  |                           |  |  |  |
| |                                            |  |  |  |  |  |  |  |  |                           |  |  |  |
| |                                            |  |  |  |  |  |  |  |  |                           |  |  |  |
| | 7. Louise Élisabeth de Bourbon             |  |  |  |  |  |  |  |  |                           |  |  |  |
| |                                            |  |  |  |  |  |  |  |  |                           |  |  |  |
| |                                            |  |  |  |  |  |  |  |  |                           |  |  |  |
| |                                            |  |  |  |  |  |  |  |  |                           |  |  |  |
| | 15. Louise Françoise de Bourbon            |  |  |  |  |  |  |  |  |                           |  |  |  |
| |                                            |  |  |  |  |  |  |  |  |                           |  |  |  |
| |                                            |  |  |  |  |  |  |  |  |                           |  |  |  |